# Gory Guerrero
Gory Guerrero (* 11. Januar 1921 in Ray, Arizona, USA; † 18. April 1990; eigentlich Salvador Guerrero Quesada) war einer der ersten professionellen Wrestler in Mexiko. Sein verstorbener Sohn Eddie Guerrero war einer der bekanntesten WWE-Superstars. Sein Enkel Chavo Guerrero ist ein noch aktiver Lucha-Underground-Superstar.

## Leben
Salvador Guerrero Quesada wurde am 11. Januar 1921 in Ray, Arizona geboren, einer Stadt, die heute nicht mehr existiert und nur noch als Geisterstadt bekannt ist. Wie viele mexikanische Einwanderer waren auch Gory Guerreros Eltern Wanderarbeiter. Bis zum Alter von 9 Jahren ging Gory in Amerika zur Schule. Nachdem seiner Mutter an einer Lungenentzündung gestorben war, entschied sein Vater, mit der Familie wieder nach Mexiko zu ziehen. Da er so gute Englischkenntnisse besaß, arbeitete er in Guadalajara als Übersetzer. Als er erst 16 Jahre alt war, wurde sein Vater bei einem Autounfall mit Fahrerflucht getötet. Salvador musste somit als ältester Sohn, seinen Bruder und seine vier Schwestern alleine groß ziehen.

## Anfänge
Da er schon immer sportbegeistert war, entschied er, einem Fitnesscenter beizutreten, um dort Boxen zu lernen. Er merkte aber nicht sofort, dass dort nicht Boxen, sondern Lucha Libre gelehrt wurde. Seine Trainer waren zwei lokale Luchadors, Diablo Velasco und El Indio Mejia. Bei seinem ersten Match am 14. September 1937 verlor Gory Guerrero gegen einen Mann namens El Rojo in der Nilo Arena in Guadalajara. Sein Lohn damals waren nur 15 Centavos.
Er machte sich seinen amerikanischen Hintergrund zu Nutze und arbeitete in ganz Mexiko unter dem Namen Joe Morgan. Da ihm der Name aber nicht mehr gefiel, wollte er unter seinem eigenen Namen arbeiten, aber er glaubte, Salvador wäre nicht einprägsam genug. Nachdem er sich einen Ruf erarbeitet hatte, sehr blutige Matches zu führen, nannte er sich Gory (engl. für „blutig“, „mörderisch“) Guerrero.
Da er Bodybuilding betrieb, hatte er auch ein beeindruckendes äußeres Erscheinungsbild. Zudem hatte er einen sehr aggressiven Wrestlingstil, der ihn zu einem der größten Heels im Business machte. Durch sein schweres Leben hatte sich in seinem Inneren eine Menge Wut angestaut. Dieser ließ er dann im Ring freien Lauf, was ihm bei den Fans den Spitznamen „El Ave de las Tempestades“ (Thunder Bird) einbrachte.
1943 nahm ihn die EMLL (Empresa Mexicana de Lucha Libre) unter Vertrag, die das mexikanische Äquivalent zu der heutigen WWE war. Salvador Lutteroth, der Mann hinter der EMLL, kontrollierte das gesamte mexikanische Wrestling. Gleich in seinem ersten Jahr bei EMLL wurde Gory Guerrero zum „Rookie of the Year“ gewählt, obwohl er schon einige Jahre professioneller Wrestler war.
Seinen ersten Gürtel, den National Welterweight Title, gewann er zwei Jahre später, obwohl er gar kein Weltergewichtler war. Der Fehler wurde aber bald darauf bemerkt und er musste den Titel ziemlich schnell wieder abgeben. Ein paar Monate später gewann Gory Guerrero den National Middleweight Title, den er fast ein Jahr hielt. Von da an gewann er eine Anzahl von World Titles, inklusive der NWA World Middleweight und World Light Heavyweight Championships.
1954 bekam er sogar einen Shot gegen den NWA World Heavyweight Champion, den legendären Lou Thesz. Er gewann zwar nicht, aber das Match war trotzdem ein riesiger Erfolg. Mexikanische Wrestler bekamen kaum eine Chance auf den größten Titel im Geschäft. In diesem Fall war allein das Match schon ein Zeichen des Respekts der NWA-Kommission.
Gory Guerrero war ein Star, weil er ein so unglaublicher Heel war. Die meisten Leute hassten ihn zwar, doch er nutzte das aus und verursachte so eine Menge Aufruhr.
Durch die Fehde mit Cavernario Galindo bekam seine Karriere noch einmal einen Schub. Ihre Matches waren wahre Blutbäder, was zu dieser Zeit total neu war. Nach einem besonders brutalen Kampf musste Gory Guerrero wegen großem Blutverlust sogar ins Krankenhaus gebracht werden. Die Kämpfe gegen Galindo waren so erfolgreich, dass sie andere Promoter imitierten und ihre Wrestler ebenfalls bluten ließen.
In den späten 1940ern schloss sich Gory Guerrero mit dem einzigartigen El Santo zusammen. Sie wurden von nun an nurmehr als „La Pareja Atomica“ (Atomic Pair) bezeichnet. Die beiden passten perfekt zusammen. Gory war ein technischer Meisterwrestler und Santo war ein Showman und Brawler. Sie waren zusammen so populär und erfolgreich, da sie keines ihrer Matches je verloren hatten. Santo war auch einer der ersten Wrestler, die eine Maske trugen. Jeder in ganz Mexiko kannte ihn und er wurde so auch zur Legende.
Gory Guerrero war immer sehr stolz auf sein technisches Können und erfand mindestens zwei der bekanntesten Wrestling Moves – den Camel Clutch und einen Back-to-Back Backbreaker Aufgabegriff, den er das „Gory Special“ nannte. Santo gefiel der Camel Clutch so gut, dass er Gory Guerrero fragte, ob er ihn nicht auch verwenden dürfe. Somit wurde dieser Move für den Rest seiner Karriere zu seinem Finisher. Das „Gory Special“ behielt Gory aber für sich. Eine seiner erfolgreichsten Fehden war die, gegen Enrique Llanes. Bei einem Abendessen lernte er Enriques Schwester Herlinda kennen, die er dann 1947 auch heiratete. Die beiden bekamen sechs Kinder. Das Älteste der Kinder war Maria. Ein Jahr später wurde Salvador Jr. geboren. Das dritte Kind war Armando. Gefolgt von Hector und Linda. Das jüngste Kind war Eduardo Gory Guerrero Llanes, besser bekannt unter seinem Ringnamen Eddie Guerrero.
Gory Guerrero war mehr als drei Jahre lang der NWA World Light Heavyweight Champion, dieser Titel war in der damaligen Zeit einer der angesehensten Titel im Lucha Libre. 1966 verließ er dann die EMLL, nahm den Gürtel einfach mit und ließ sich in El Paso nieder. Er arbeitete überall in Amerika und bestritt sogar ein paar Kämpfe für Vince McMahon Sr. in der alten World Wide Wrestling Federation. Als er älter wurde, konzentrierte er sich nur mehr auf seinen Job als Trainer und Promoter. Die Funktion als Promoter übte er zusammen mit Dory Funk Sr. aus. Auch nach dem Tod von Dory machte er weiter und trainierte seine Söhne Salvador Jr. (auch genannt Chavo) und Hector, aber auch Stars wie El Santo und Buddy Rogers Jr.
Gory Guerrero starb am 18. April 1990 im Alter von 69 Jahren.

## Titel
- National Welterweight Title (EMLL, Mexiko)
- National Middleweight Title (EMLL, Mexiko)
- NWA World Middleweight Championship
- NWA World Light Heavyweight Championship

| Personendaten    | Personendaten                                             |
| ---------------- | --------------------------------------------------------- |
| NAME             | Guerrero, Gory                                            |
| ALTERNATIVNAMEN  | Quesada, Salvador Guerrero (wirklicher Name); Morgan, Joe |
| KURZBESCHREIBUNG | mexikanischer Wrestler                                    |
| GEBURTSDATUM     | 11. Januar 1921                                           |
| GEBURTSORT       | Ray, Arizona, USA                                         |
| STERBEDATUM      | 18. April 1990                                            |